# N'ammore a cinque stelle
N'ammore a cinque stelle è un album del 2020 inciso dal cantante italiano Mauro Nardi, prodotto dalla MR Music Production e distribuito dalla Studio Uno Sound.

## Tracce
1. N'ammore a cinque stelle – 3:01 (S. Viola - V. Caradonna)
2. Na meza nammurata (con Nancy Coppola) – 4:06 (A. Sgambati - V. Caradonna)
3. Nun t'annasconnere – 4:09 (A. Colombo)
4. Io nun te pozzo perdere – 3:45 (G. Capasso - V. Caradonna)
5. Si o tiene già nu nammurate – 4:20 (L. Barbato - V. Caradonna)
6. Astrignute – 4:27 (A. Sgambati - V. Caradonna)
7. Passamme o tiempo a ce fa male – 4:01 (A. Sgambati - V. Caradonna)
8. La mia donna – 3:39 (A. Sgambati - V. Caradonna)
9. Quann ce appiccecamme – 3:12 (V. D'Agostino - G. Turco)
10. Senza sposa – 3:19 (M. Alfano)
11. Taggio ncuntrata – 3:39 (A. Sgambati - V. Caradonna)